# Recopa d'Europa de futbol 1971-72
La Recopa d'Europa de futbol 1971-72 fou la dotzena edició de la Recopa d'Europa de futbol. La final fou guanyada pel Rangers FC a la final davant del FC Dynamo Moscou.

## Ronda preliminar
| Equip 1       | Global | Equip 2       | Anada | Tornada |
| ------------- | ------ | ------------- | ----- | ------- |
| BK 1909       | 4-4(c) | Àustria Viena | 4-2   | 0-2     |
| Hibernians FC | 3-2    | Fram          | 3-0   | 0-2     |

## Primera ronda
| Equip 1               | Global | Equip 2                  | Anada | Tornada |
| --------------------- | ------ | ------------------------ | ----- | ------- |
| Lisburn Distillery FC | 1-7    | FC Barcelona             | 1-3   | 0-4     |
| Hibernians FC         | 0-1    | Steaua Bucarest          | 0-0   | 0-1     |
| Servette              | 2-3    | Liverpool FC             | 2-1   | 0-2     |
| TJ Skoda Plzen        | 1-7    | Bayern Múnic             | 0-1   | 1-6     |
| Limerick FC           | 0-5    | Torino FC                | 0-1   | 0-4     |
| Dinamo Tirana         | 1-2    | Àustria Viena            | 1-1   | 0-1     |
| Rennes                | 1-2    | Rangers FC               | 1-1   | 0-1     |
| Sporting              | 7-0    | Lyn                      | 4-0   | 3-0     |
| Zagłębie Sosnowiec    | 4-5    | Åtvidaberg               | 3-4   | 1-1     |
| Jeunesse Hautcharage  | 0-21   | Chelsea FC               | 0-8   | 0-13    |
| Beerschot             | 8-0    | Anorthosis Famagusta     | 7-0   | 1-0     |
| Dynamo Berlín         | 2(p)-2 | Cardiff City FC          | 1-1   | 1-1     |
| Levski-Spartak        | 1-3    | Sparta Rotterdam         | 1-1   | 0-2     |
| Komloi Banyasz        | 4-8    | Estrella Roja de Belgrad | 2-7   | 2-1     |
| Mikkeli               | 0-4    | Eskişehirspor            | 0-0   | 0-4     |
| Olympiacos FC         | 2-3    | FC Dynamo Moscou         | 0-2   | 2-1     |

## Segona ronda
| Equip 1          | Global   | Equip 2                  | Anada | Tornada |
| ---------------- | -------- | ------------------------ | ----- | ------- |
| FC Barcelona     | 1-3      | Steaua Bucarest          | 0-1   | 1-2     |
| Liverpool FC     | 1-3      | Bayern Múnic             | 0-0   | 1-3     |
| Torino FC        | 1-0      | Àustria Viena            | 1-0   | 0-0     |
| Rangers FC       | 6(c)-6 ¹ | Sporting                 | 3-2   | 3-4     |
| Åtvidaberg       | 1(c)-1   | Chelsea FC               | 0-0   | 1-1     |
| Beerschot        | 2-6      | Dynamo Berlín            | 1-3   | 1-3     |
| Sparta Rotterdam | 2-3      | Estrella Roja de Belgrad | 1-1   | 1-2     |
| Eskişehirspor    | 0-2      | FC Dynamo Moscou         | 0-1   | 0-1     |

¹El segon partit finalitzà 3-2 a favor de l'Sporting després dels 90 minuts i 4-3 per l'Sporting després de la pròrroga. L'àrbitre ordenà incorrectament que es llancessin penals on a guanyà l'Sporting per 3-0; la UEFA més tard donà vencedor el Rangers per la regla del valor doble dels gols en camp contari.

## Quarts de final
| Equip 1                  | Global | Equip 2          | Anada | Tornada |
| ------------------------ | ------ | ---------------- | ----- | ------- |
| Steaua Bucarest          | 1-1(c) | Bayern Múnic     | 1-1   | 0-0     |
| Torino FC                | 1-2    | Rangers FC       | 1-1   | 0-1     |
| Åtvidaberg               | 2-4    | Dynamo Berlín    | 0-2   | 2-2     |
| Estrella Roja de Belgrad | 2-3    | FC Dynamo Moscou | 1-2   | 1-1     |

## Semifinals
| Equip 1       | Global | Equip 2          | Anada | Tornada |
| ------------- | ------ | ---------------- | ----- | ------- |
| Bayern Múnic  | 1-3    | Rangers FC       | 1-1   | 0-2     |
| Dynamo Berlín | 2-2(p) | FC Dynamo Moscou | 1-1   | 1-1     |

## Final
El Glasgow Rangers aconseguí el seu primer títol europeu després de derrotar a la final el Dinamo de Moscou, el primer equip soviètic que arribava a una final continental. Els incidents protagonitzats pels seguidors escocesos durant (amb diverses invasions de camp) i després del partit (invasió final i incidents a les graderies, a l'exterior de l'estadi i a la ciutat) van restar protagonisme a la final. El Dinamo demanà la repetició del partit i, tot i que al principi la UEFA semblava favorable a la proposta, al final es decidí que els escocesos conservessin el títol, però van rebre com a càstig no participar en la següent edició del torneig.
| Rangers FC                   | 3 – 2 | FC Dynamo Moscou              |
| ---------------------------- | ----- | ----------------------------- |
| Stein 23' · Johnston 40' 49' |       | Eshtrekov 60' · Makovikov 87' |

| Guanyador de la Recopa d'Europa 1971-72 |
| --------------------------------------- |
| Rangers FC Primer títol                 |